# 防災センター
防災センター（ぼうさいセンター）とは、施設内（防火対象物）の火災等の監視と消防設備等の制御を行う管理施設のことである。消防法及び消防法施行規則により一定の防火対象物に設置することが定められている。自衛消防組織の本部の拠点ともなる。
地方公共団体や中央省庁で、災害により庁舎が大打撃を受け機能しなくなった場合の予備拠点、また災害対策本部として常設された施設にもこの名が付いていることもある（新宿区立防災センター、国土交通省防災センター）。

## 概要
防災センターは、建物等の施設内の防災管理を集中的に行う場所であり、そのための設備が備えられている。
- 自動火災報知設備等の各端末からの発報の受信
- スプリンクラー設備や屋内消火栓設備等の消火設備の監視
- 消防用ポンプ、弁類の監視、遠隔操作
- 通信・非常放送（パブリック・アドレス）設備

など、これらを集中的に監視、操作を行うことの出来る総合操作盤（防災盤などとも呼ばれる制御卓）が設置されている。
超高層建築物、百貨店、大学、大規模な病院等の1階または地下に設置され、通用口の受付窓口が併設されて設備管理員と施設警備員が常駐している場合が多い。
防災センターに類似するものに「中央管理室」（中央監視室という場合もある）があるが、中央管理室は建築基準法施行令に定められた非常用エレベーター、排煙設備、空気調和設備等の制御と監視を行う場所である。近年、防災センターと中央管理室の機能を一体化し、監視や制御を一つのモニター画面で出来るシステムを備えた施設もある。

## 自衛消防隊本部の拠点としての機能
防災センターは自衛消防隊の本部の拠点ともなる。そのため、自衛消防活動に必要な装備も備えている。

### 自衛消防隊本部拠点に備える装備（東京都の例）
- 隊用装備
  - 消火器その他の消火資機材
  - 鳶口その他の破壊器具
  - ロープ
  - 携帯用拡声器（メガホン）
  - バールその他の救出用具
  - 担架
  - ガーゼ、包帯、三角巾その他の応急処置用具（救急箱）

- 個人用装備
  - 防火衣又は作業衣
  - 消防用ヘルメット
  - 警笛（ホイッスル）
  - 携帯用照明器具
  - 携帯用無線機その他の情報伝達機器

## 防災センター業務に必要な資格
- 防災センター要員
- 自衛消防技術認定者（東京都）